# Weischlitz
Weischlitz är en kommun och ort i Vogtlandkreis i förbundslandet Sachsen i Tyskland. Kommunen har cirka 5 700 invånare.